# 信西
信西（1106年—1160年1月23日），日本平安時代末期貴族、學者、僧侶。俗名藤原通憲，又稱高階通憲。出身藤原南家貞嗣流。官位正五位下少納言。
信西的祖先歷代都是學者，其祖父藤原季綱曾擔任大學頭之職。藤原通憲的父親藤原實兼在其7歲的時候突然死去，於是通憲被送給親戚高階經敏當養子。由於高階氏是法皇的院近臣而且是攝關家家司，通憲在高階氏的庇護下學習，變得博學。此後通過鳥羽上皇的第一寵臣藤原家成的關係，與平忠盛、平清盛父子開始來往。
通憲的博學得到了鳥羽上皇的讚賞，被敘為崇德天皇的六位藏人；他的妻子藤原朝子還成為了雅仁親王（後為後白河天皇）的乳母。此後又被任命為鳥羽上皇的院判官代，參與了《法曹類林》的編纂。
通憲一直希望在祖先世代供職的大學寮裡取得一個職位。但當時的官職多是世襲的，一般只有藤原家的人才能擔任這個職務，而通憲此時的戶籍屬於高階氏。因此通憲非常失望，產生了出家的念頭。鳥羽上皇得知後，於1143年（康治二年）升其官位為正五位下；翌年又恢復了他藤原氏的戶籍，任命他為少納言，並且讓他的兒子俊憲擔任文章博士、大學頭的職務。但藤原通憲依然決定出家，法號信西。
出家後的信西並沒有脫離塵世，成為鳥羽法皇的政治顧問，參與了《本朝世紀》的編纂。1155年，近衛天皇死去，朝廷討論後繼天皇的人選問題。當時重仁親王是最為熱門的人選。美福門院卻希望讓鳥羽法皇最為寵愛的孫子守仁親王（即後來的二條天皇）登上皇位。最終信西的策動下，守仁親王的父親雅仁親王被擁上了皇位，是為後白河天皇。在1156年的保元之亂中，信西採納了源義朝的夜襲計策，擊敗了崇德上皇和藤原賴長的勢力，保住了後白河天皇的皇位。
保元之亂後，信西開始進行改革，恢復了死刑制度，弱化攝關家實力，強化天皇集權，推行保元新制，復興了記錄莊園券契所。而在這些改革中，信西將自己的兒子們安插到了朝廷的各個要職中去，這引起了院近臣和貴族的不滿。
1158年守仁親王繼位，是為二條天皇。信西又試圖將自己的兒子安插到天皇身邊，這引起了天皇的不滿，天皇聯合院近臣暗中策劃打倒信西。而此時握有軍事重權的平清盛與信西以及院近臣藤原信賴都有姻親關係，因此在衝突中持中立立場。
次年（平治元年）平清盛前往熊野朝拜。反信西派趁機襲擊三條殿，平治之亂爆發。信西事先感覺危機即將到來，前往山城國避難。後來反信西派追捕甚急，信西命部下藤原師光等挖了一個坑，信西跳入坑中被活埋而死。親政派的源光保發現了信西的屍體，砍下了首級並送往京都示眾。信西的兒子全被藤原信賴流放到了外地。
信西死後，二條天皇的親政派和後白河天皇的院政派隨即發生了衝突。不久平清盛回到京都，平定了政變，建立平氏政權。